# تقديس السلعة

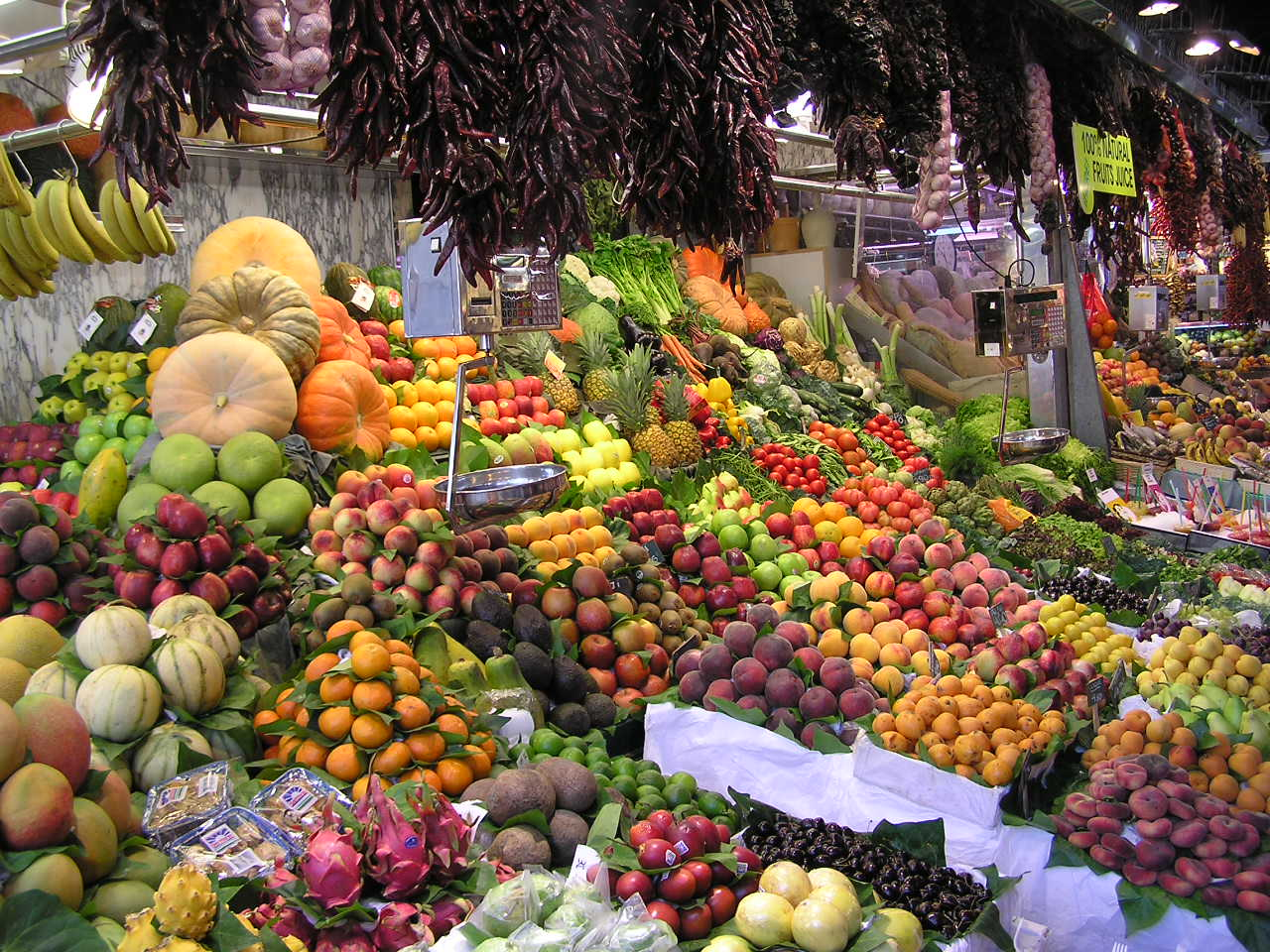
تقديس السلعة: في الأسواق عموما، يقيّم المنتجون والمستهلكون بعضهم البعض عن طريق المال والسلع التي يتداولونها.

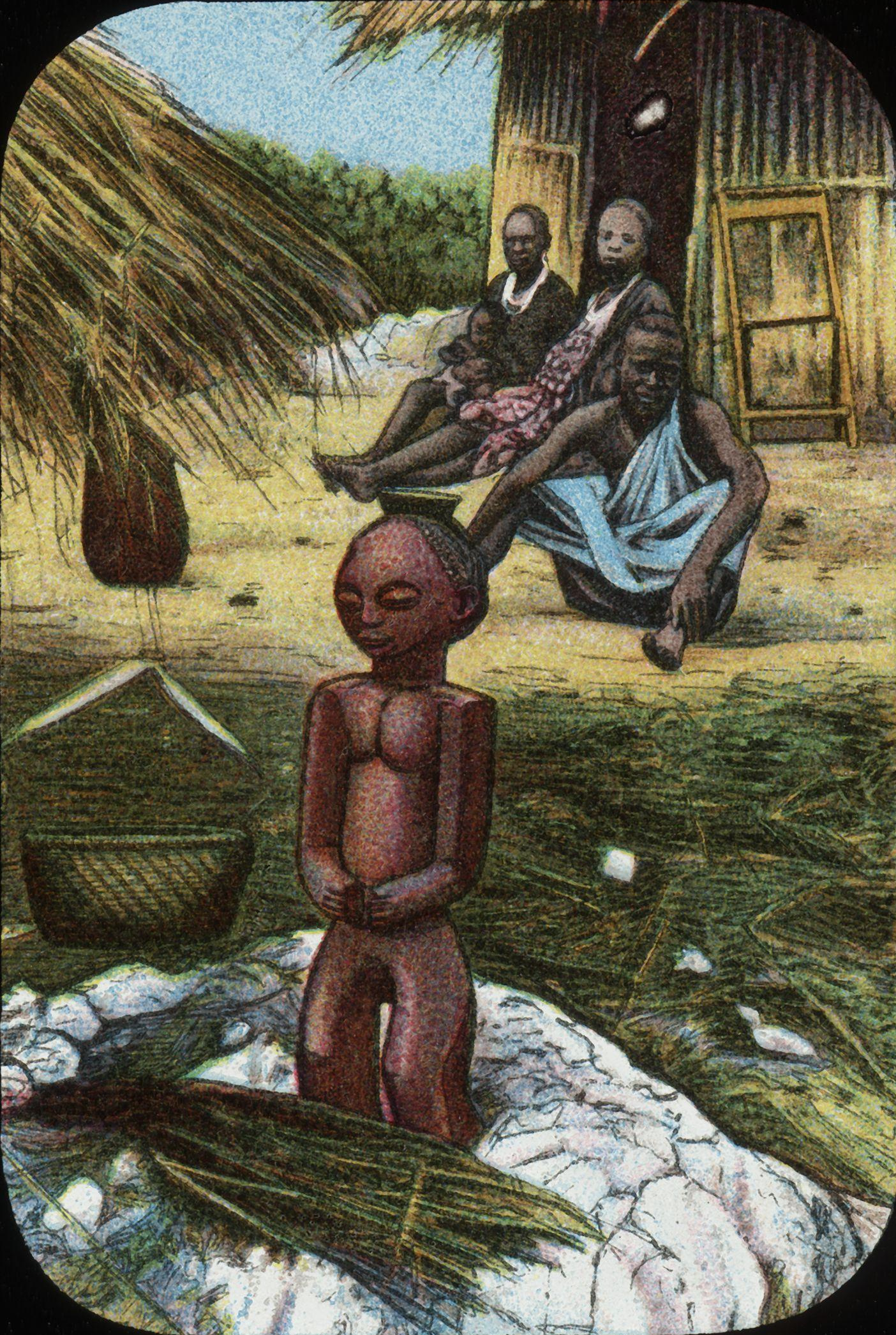

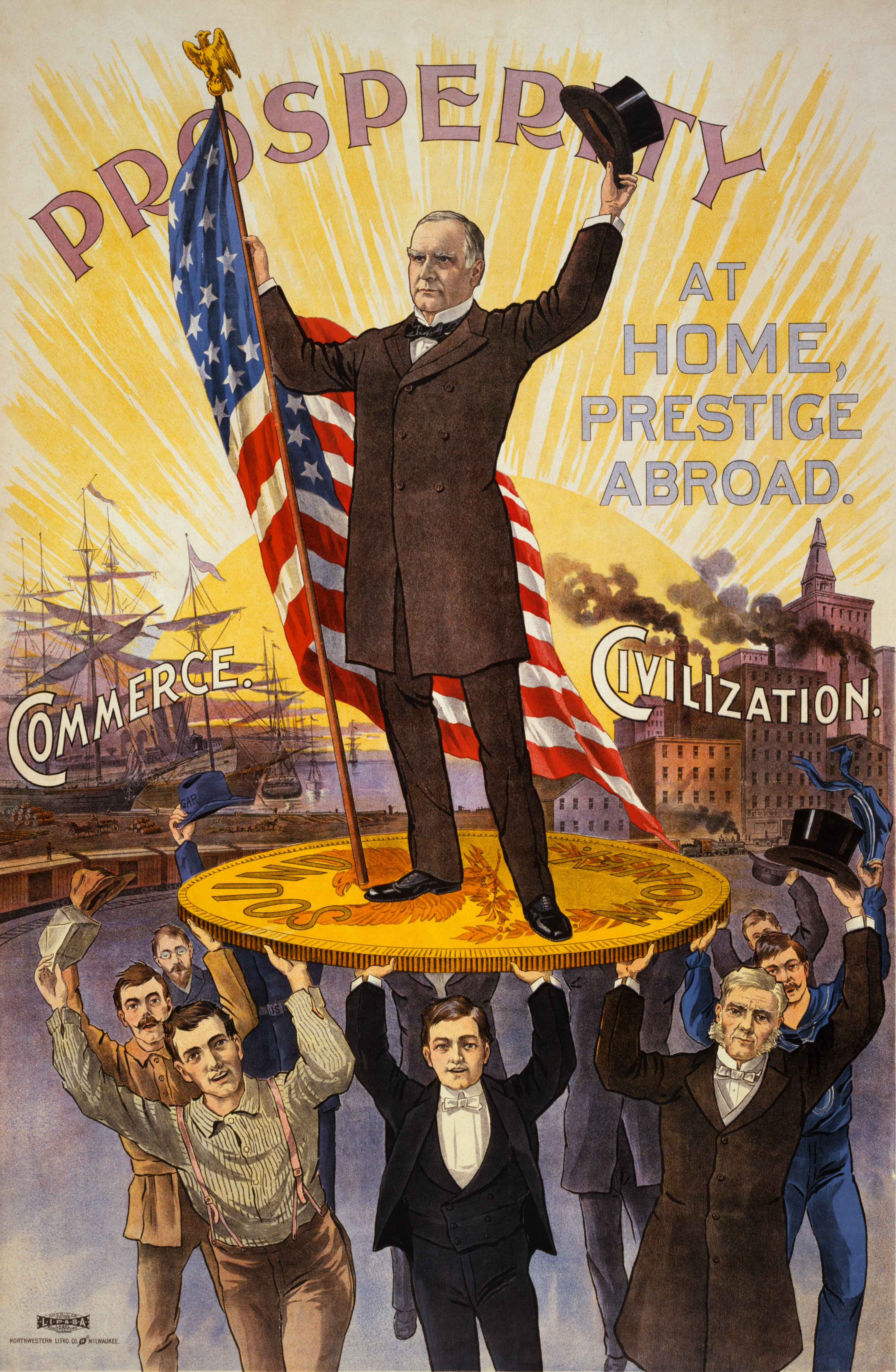

في نقده للاقتصاد السياسي، يعرّف كارل ماركس تقديس السلعة بأنه تصور لعلاقات معينة (خاصة علاقات التبادل والإنتاج) وهي علاقات اجتماعية بين الأشياء (السلع المتبادلة في تجارة السوق) لا علاقات بين الناس. بما أنه شكل من أشكال التشيؤ، يحول تقديس السلع الجوانب المجردة والموجودة للقيمة الاقتصادية إلى أشياء يعتقد الناس أن لها قيمة جوهرية.
عُرضت نظرية تقديس السلعة في الفصل الأول من كتابه «رأس المال» الصادر عام 1867، في ختام تحليل شكل قيمة السلع، ليشرح أنه من خلال التبادل السوقي (بيع ومبادلة السلع والخدمات) يتوسّط  التنظيم الاجتماعي للعمل. إذًا، في المجتمع الرأسمالي، يُنظر إلى العلاقات الاجتماعية بين الناس، (من يصنع ماذا ومن يعمل لصالح من إلخ...) على أنها علاقات اجتماعية بين أشياء؛ تكتسب الأشياء شكلًا معينًا حسب الوظيفة الاجتماعية لعملية التبادل (على سبيل المثال، إذا كانت الوظيفة هي جعل التبادل ممكنًا، يكتسب الغرض قيمة، أما إذا كانت وظيفته توظيف عامل، يصبح الغرض أو الشيء رأس مال). في السوق، تظهر سلع كل منتج بهيئة منزوعة الشخصية، كأمثلة منفصلة لنوع معين من السلع بصرف النظر عن منتجها، أو المكان الذي أنتجت فيه أو حتى الظروف التي أنتجت في ظلها، وبهذا تحجب العلاقات الاجتماعية للإنتاج.

## النظرية

### في انتقاد الاقتصاد السياسي
اقترح ماركس أنه في مجتمع يتاجر فيه المنتجون المستقلون بمنتجاتهم مع بعضهم، بإرادتهم الذاتية ومبادرتهم الشخصية، دون أي تنسيق فيما بينهم للتبادل السوقي، تعدّل أحجام الإنتاج والأنشطة التجارية حسب القيم المتقلبة للمنتجات (السلع والخدمات) عند شرائها وبيعها، وحسب تقلبات مستوى العرض والطلب. لأن تعايشهم الاجتماعي ومعنى ذلك التعايش يعبّر عنهما من خلال تبادل السوق (التجارة والمعاملات)، فليس للناس علاقات أخرى مع بعضهم. لذلك، تخضع العلاقات الاجتماعية للوساطات باستمرار ويعبّر عنها بأشياء مادية مثل السلع والمال. ستعتمد كيفية ارتباط السلع المتداولة على تكاليف الإنتاج، التي يمكن اختزالها بمقدار العمالة البشرية، على الرغم من أن لا سيطرة للعامل على ما يحدث للسلع التي ينتجها (انظر نظرية ماركس في الاغتراب).

### السيطرة على الأشياء
يحدد مفهوم القيمة الجوهرية للسلع (السلع والخدمات) العلاقات الاقتصادية (التجارية) بين الناس ويسيطر عليها، لدرجة أن الباعة والمشترين يعدلون باستمرار معتقداتهم (توقعاتهم المالية) المتعلقة بقيمة الأشياء، بوعي أو دون وعي، حسب التغيرات السعرية المتناسبة (القيمة السوقية) للسلع التي يعتقد الباعة والمشترون أنهم لا يمتلكون سيطرة حقيقية عليها. يحول هذا الإدراك النفسي القيمة التجارية للسلعة إلى كيان مستقل (كائن)، إلى درجة  تصبح فيها القيمة الاجتماعية للسلع والخدمات تبدو وكأنها خاصية طبيعية للسلعة نفسها. يبدو السوق وكأنه منظم ذاتيًا (من خلال تقلب العرض والطلب) لأنه، من خلال سعيهم لتحقيق الأرباح، توقف مستهلكو المنتجات عن إدراك التعاون البشري بين الرأسماليين الذي هو المحرك الحقيقي للسوق حيث تُشترى السلع وتُباع، هذه هي هيمنة الأشياء في السوق.

### القيمة المجسّمة
تنبع قيمة سلعة ما من قدرة الإنسان الفكرية والإدراكية على أن ينسب بوعي (ذاتي) قيمة (أهمية) نسبية إلى سلعة ما، أي إلى السلع والخدمات التي يصنعها عمل الذي يبذله العامل. لذلك، خلال المعاملات الاقتصادية (عمليات البيع والشراء) التي تشكل التبادل السوقي، ينسب الناس قيمًا ذاتية للسلع (السلع والخدمات)، ويعتبر الباعة والمشترون هذه القيم بعد ذلك قيمًا موضوعية، أو أسعار سوق التبادل التي سيدفعها الناس ثمنًا للسلع.

## تطبيقاتها

### النظرية الثقافية
منذ القرن التاسع عشر، عندما قدّم كارل ماركس نظرية تقديس السلع، في القسم الرابع من الفصل الأول من كتاب رأس المال: «نقد في الاقتصاد السياسي»، الذي يحمل عنوان «تقديس السلع وخاصيته السرية» أثبتت المفاهيم التأسيسية للنظرية وتفسيراتها الاجتماعية والاقتصادية أنها مقترحات خصبة فكريًا تسمح بتطبيق تلك النظرية (التفسير والتطوير والتكيف) على دراسة الاقتصاد السياسي للرأسمالية وفحصه وتحليل الجوانب الثقافية الأخرى له، مثل:

#### الجنسانية المبخّرة
نظرية الفتشية الجنسية، التي قدمها ألفريد بينيه في مقاله «الفيتشية في الحب: الحياة النفسية للكائنات المجهرية، شدّة الصور الذهنية»، طُبّقت شدّة الصور الذهنية لتفسير تقديس (فتشية) السلع كنوع من أنواع العلاقات الاقتصادية المشحونة جنسيًا، بين شخص وسلعة (سلع وخدمات)، كما هو الحال في الإعلانات، حيث تنسب مؤسسات تجارية صفات أو قيمًا بشرية لسلعة ما، بهدف إقناع المشتري بشراء السلع والخدمات المعلن عنها.

#### الثقافة الصناعية
يعتبر تقديس السلع محوريًا من الناحية النظرية لفلسفة مدرسة فرانكفورت، وخاصة في عمل عالم الاجتماع ثيودور و. أدورنو، الذي يصف كيف تغزو أشكال التجارة النفسية البشر وكيف تضع التجارة الشخص في دور ليس من صنعه وكيف تؤثر القوى التجارية على تطور النفس البشرية. في كتاب جدلية التنوير (1944)، قدم أدورنو وماكس هوركهايمر نظرية صناعة الثقافة لوصف كيفية تحوّل الخيال البشري (النشاط الفني والروحاني والفكري) إلى سلعة عندما يخضع «لقوانين السوق التجارية الطبيعية».
بالنسبة للمستهلك، يبدو أن السلع والخدمات الثقافية المباعة في السوق تقدم وعدًا بشخصية متطورة مبدعة، لكن الاستغلال التجاري المتأصّل يقيد النفس البشرية بشدة ويعيقها، بحيث يكون لدى الرجل والمرأة القليل من الوقت لأنفسهم، وذلك بسبب التجسيد المستمر للأدوار الثقافية التي لا يمتلك أي من الرجل والمرأة أي سيطرة عليها. في تجسيد هذه الهويات الثقافية، يكون الشخص مستهلكًا متأثرًا، ولا يكون الخالق النشط لحياته. لا تتوافق الحياة الموعودة للإبداع الفردي مع المعايير الجماعية والتجارية للثقافة البرجوازية.

#### نرجسية السلع
في دراسة «من تقديس السلع إلى نرجسية السلع» الصادرة عام 2012، طبق الباحثون النظرية الماركسية عن تقديس السلع لإجراء تحليل نفسي للسلوك الاقتصادي (الشراء والبيع) للمستهلك المعاصر. مع مفهوم نرجسية السلع، اقترح علماء النفس ستيفن دن وروبرت كلولي أن المستهلكين الذين يدعون أنهم قلقون من الناحية الأخلاقية بشأن أصول تصنيع السلع، يتصرفون كما لو أنهم يجهلون ظروف العمل الاستغلالية التي يعمل في ظلها العمال لإنتاج السلع والخدمات التي يشتريها هذا المستهلك المعني (المستهلك القلق من الناحية الأخلاقية). في ثقافة الاستهلاكية، أنشأ الرجال والنساء النرجسيون التسوق (الاستهلاك الاقتصادي) كوسيلة مقبولة اجتماعيًا للتعبير عن عدوانيتهم. لم يجد الباحثون أي دليل على أن زيادة قاعدة التصنيع يمكن أن تحفز النمو الاقتصادي، بينما يعد تحسين فعالية الحكومة وجودة التنظيم واعدًا أكثر لتسهيل النمو الاقتصادي.